# Къща музей „Васил Демиревски – Жельо“
Къщата музей „Васил Демиревски – Жельо“ е домът на комунистическия деец Васил Демиревски. Открита е като музей през 1984 година, а след демократичните промени от 1989 година е запусната.
По-късно е възстановена като етнографски музей с народни носии от Дупнишко.